# Generał gubernator
Generał-gubernator – w Imperium Rosyjskim w latach 1775–1917 administrator prowincji (generał-gubernatorstwa), bezpośrednio podległy carowi.
Po kolejnych reformach administracyjnych z 40 generałów gubernatorów (1782) pozostało w 2. połowie XIX w. 7 (moskiewski, warszawski, kijowski, turkiestański, stepowy, irkucki, nadamurski). Według instrukcji z 1853 ich głównym zadaniem było zapewnienie porządku i bezpieczeństwa społecznego. Jednocześnie byli dowódcami miejscowych okręgów wojskowych. Po rewolucji lutowej 1917 zastąpili ich komisarze lub kolegialne komisariaty Rządu Tymczasowego. W 1813 Aleksander I Romanow ustanowił generała gubernatora Księstwa Warszawskiego. W 1815  zastąpił go namiestnik Królestwa Polskiego. W 1874 Aleksander II Romanow powołał generała gubernatora warszawskiego.